# Abadía de Ochsenhausen
La abadía de Ochsenhausen (en alemán: Reichskloster o Reichsabtei Ochsenhausen ) fue un monasterio benedictino en Ochsenhausen en el distrito de Biberach en Baden-Württemberg, Alemania.

## Historia
La historia tradicional de la fundación, la cual no es del todo fiable, es que en el siglo IX hubo aquí un convento llamado "Hohenhusen" que fue abandonado en la época de las invasiones húngaras a principios del siglo X. Más tarde, un buey arador descubrió un cofre de objetos de valor enterrado por las monjas antes de que estas huyeran. Poco después, el monasterio de Ochsenhausen se fundó en ese lugar.
De hecho, la primera abadía de Ochsenhausen se inauguró en 1093. El monasterio fue inicialmente un priorato de la abadía de San Blas en la Selva Negra, pero obtuvo el estatus de abadía independiente en 1391 y n 1495 se convirtió en Reichsfrei, de modo que obtuvo la independencia territorial.
La abadía fue secularizada en 1803, pasando a ser dada como indemnización a Francisco de Metternich por la pérdida de su señorío de Winnenburg y Beilstein en el marco de la mediatización. Además fue elevada a principado.
En 1825 el hijo de Francisco, Clemente vendió el principado al Reino de Württemberg.
Gran parte de los edificios aún sobreviven. Fueron ampliamente renovados en estilo barroco, tanto que a veces se hace referencia a Ochsenhausen como "Himmelreich des Barocks" ("cielo barroco"). La antigua iglesia de la abadía es ahora la iglesia parroquial de San Jorge